# Байду-хан
Байду-хан (*д/н —5 жовтня 1295, Тебриз, Держава Хулагуїдів) — хан Ільханів у березні-жовтні 1295.

## Життєпис
Походив з династії Хулагуїдів. Був сином Тарагая та онуком Хулагу. Ймовірно, після народження був хрещений за нестроіанським обрядом. Про молоді роки нічого невідомо.
У 1295 після повалення хана Гайхату монгольськими військовиками на чолі з Таачаром (Тагахаром), які поставили Байду новим володарем держави. Втім намагався усіляко підтримувати християн, але вимушений був зовнішньо демонструвати прихильність ісламу.
Втім невдовзі повстав його небіж Газан-хан, якого підтримав очільник ойратів Навруз. Байду-хан спробував чинити спротив, але зазнав поразки, тому вирішив тікати до Грузії. Але біля Нахичевані зазнав поразки, а потім потрапив у полон. 5 жовтня було страчено у Тебризі.